# Ibn Hawqal

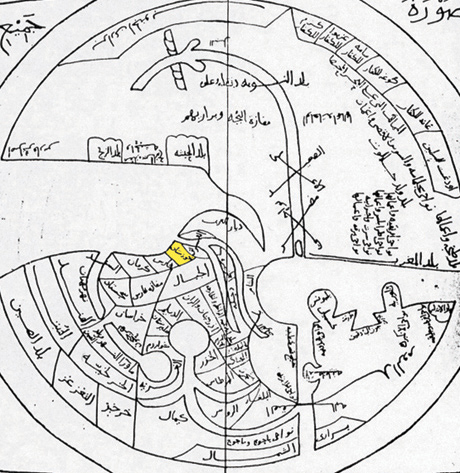
Mapa del mundo del, por Ibn Hawqal.

Muḥammad Abū’l-Qāsim Ibn Ḥawqal (en árabe: محمد أبو القاسم بن حوقل‎) (Nisibis, 943 -988) fue un musulmán del siglo X, geógrafo, escritor y cronista. En el año 977 escribió la obra por la que es famoso llamada Ṣūrat al-’Arḍ (en árabe: صورة الارض‎; "La faz de la Tierra").
Lo poco que se sabe de su vida se extrapola de su libro, que fue una revisión y extensión de la obra Masālik ul-Mamālik de Istakhri (951). La cual a su vez era una edición revisada de Ṣuwar al-aqālīm de Ahmed ibn Sahl al-Balkhi, quien la escribió hacia el 921.
Ibn Hawqal fue claramente más que un editor; era un viajero que pasaba su tiempo escribiendo sobre las regiones y cosas que veía. Pasó los últimos 30 años de su vida viajando a lugares remotos de Asia y África. Uno de sus viajes lo llevó 20° al sur del ecuador a lo largo de la costa de África Oriental. Una de las cosas que notó fue que había muchas personas viviendo en zonas que los griegos, basados en la lógica en lugar de en la experiencia, habían dicho que debía ser inhabitable.
Sus descripciones eran exactas y de mucha ayuda para los viajeros. Ṣūrat al-’Arḍ incluyó una descripción detallada de la España musulmana, de Italia y particularmente de Sicilia, tierra de la que critica muchos aspectos, como la falta de inteligencia de sus habitantes y desconocimiento de la ley islámica. Ibn Hawqal mencionó que la zona de Fraxinet (La Garde-Freinet) era cultivada profusamente por los habitantes musulmanes, y les acredita con un número de innovaciones agrícolas y de pesca para la región.
También menciona las "Tierras de los Romanos", término utilizado por el mundo musulmán para denominar al Imperio bizantino. De ellas, entre otras cosas, escribe su observación de primera mano que 360 idiomas se hablan en el Cáucaso, con las lenguas azerí y persa como lenguas vehiculares a través del Cáucaso. También da una descripción de Kiev, y se dice que mencionó la ruta de los búlgaros del Volga y los jázaros, según Sviatoslav I de Kiev.
También mencionó un mapa cartográfico de Sind, además de su geografía y cultura y las del río Indo.
El trabajo de Ibn Hauqal fue publicado por M. J. de Goeie (Leiden, 1873). Un epítome anónimo del libro fue escrito en 1233.